# Великая победа под Ленинградом
«Вели́кая побе́да под Ленингра́дом» — советский полнометражный документальный фильм 1944 года об окончании блокады Ленинграда в Великую Отечественную войну. Продолжение военной эпопеи, начатой фильмом «Ленинград в борьбе» (1942).

## Хронология
Повествование охватывает период с весны 1942 года по январь 1944-го.
Строительство баррикад и укреплений на улицах и подступах к городу.
 Москва, Кремль. Выступление А. А. Жданова на 9-й сессии Верховного Совета СССР.
 Строительство железной дороги на Ладоге, эвакуация детей, промышленного оборудования, прокладка трубопровода по дну озера.
Авианалёты, разрушенные здания, пожары, много раненых. Жители города расчищают улицы от обломков.
 Работы в цехах, изготовление оружия и боеприпасов. Заготовка женщинами дров.
 Военные корабли и подводные лодки на воде. Артиллеристы, пехотинцы, партизаны в боях, форсирование реки.
 Движение грузов по железной дороге через Ладожское озеро. Награждения медалью «За оборону Ленинграда» солдат, командиров и мирных жителей.
 Подготовка к решительной операции по двум фронтам. Наступление по земле и с воздуха.
 Трупы немцев, захваченные в пленные солдаты.
 Ленинградцы на улицах города радуются долгожданной победе, залпы праздничного салюта.

## История создания
«Великая победа под Ленинградом» была последней картиной, которая создавалась силами Ленинградской объединённой киностудии, задействовавшей коллективы Ленинградской студии кинохроники и «Лентехфильма».
Прошедший период работы в Ленинграде показал огромный рост молодых ассистентов операторов и в первую очередь — Лейбовича и Изаксона. Целесообразно поставить вопрос о их переводе в операторы, сделать нам представления на этих и, может быть, других работников с тем, чтобы это провести в Комитете
С весны 1942 года все сосредоточились на Глухозёрской, 4, где были налажены проявка киноплёнки и монтаж. Часть операторов снимала в осаждённом городе, остальные находились в войсках Ленинградского и Волховского фронтов. Почти в каждом письме руководства студии в Госкомитет извещалось о дефиците плёнки, особенно импортной, поскольку низкочувствительная отечественная — «Панхром» позволяла снимать в зимнее время не более 5 часов в день. С начала 1942 года, когда нормы выдачи хлеба стали постепенно повышаться и жизнь после самой трудной зимы стала возвращаться к более привычной, люди продолжали умирать от последствий голода — прежде всего от дистрофии. Свои наблюдения во время съёмок на «Ледовой дороге жизни» описал ленфильмовец Анатолий Погорелый:
…в апреле 1942 года, когда снег начал уже таять, дорогу заливала вода. Машины шли как катера, с веерами брызг.
 Проводилась интенсивная эвакуация больных и раненых. Прибрежный посёлок был буквально забит ими. На улицах посёлка — жидкая грязь. По берегу, где посуше, скапливались толпы людей: женщины, дети, старики — сидели на чемоданах, узлах, ждали отправки.
 Эвакуируемые получали обед и сухой паёк на дорогу. Многие съедали его сразу и от этого порой умирали.— из сборника «Их оружие — кинокамера: рассказы фронтовых кинооператоров» 1984
Но главные съёмки были впереди.
 Настал момент января 1944-го, превративший кинооператоров-летописцев двухлетней обороны в участников и певцов долгожданного наступления. Военные действия 42-й армии фиксировали Б. Дементьев, В. Максимович, А. Погорелый, Г. Трофимов, Е. Учитель, 67-й — Б. Козырев, А. Ксенофонтов, Л. Медведев, в 23-й армии находились К. Станкевич и Е. Шапиро. В Невской оперативной группе работал В. Левитин, в морской — Н. Долгов, А. Климов, С. Фомин, на Волховском фронте — А. Богоров и Г. Симонов. В. Горданов, Б. Синицын, В. Синицын, В. Страдин были оставлены для съёмок в Ленинграде. 
…не изгладится в памяти день, когда вмёрзшие в лёд Невы корабли, форты Кронштадта, батареи у Пулковских высот, под Колпином и в других местах могучим грохотом орудий возвестили о пришедшем наконец для ленинградцев часе избавления.<…> Разом всё ахнуло, загрохотало. Снежная равнина, казавшаяся пустынной, заполыхала вспышками невидимых орудий. «Эресы» с шипящими огненными хвостами вылетали из ящиков как кометы. А их было несколько сот.— Анатолий Погорелый, «Их оружие — кинокамера: рассказы фронтовых кинооператоров» 1984
Закадровый текст для фильма согласно политике «текущего момента» был написан поэтом и публицистом Николаем Тихоновым, работавшим тогда в Политуправлении Ленинградского фронта. Название будущей картины с большой долей вероятности было заимствовано из выступления Верховного Главнокомандующего И. В. Сталина, дословно назвавшего в приказе от 23 февраля 1944 года освобождение города от блокады «Великой победой под Ленинградом». К выходу фильма на экраны были выпущены афиши. 

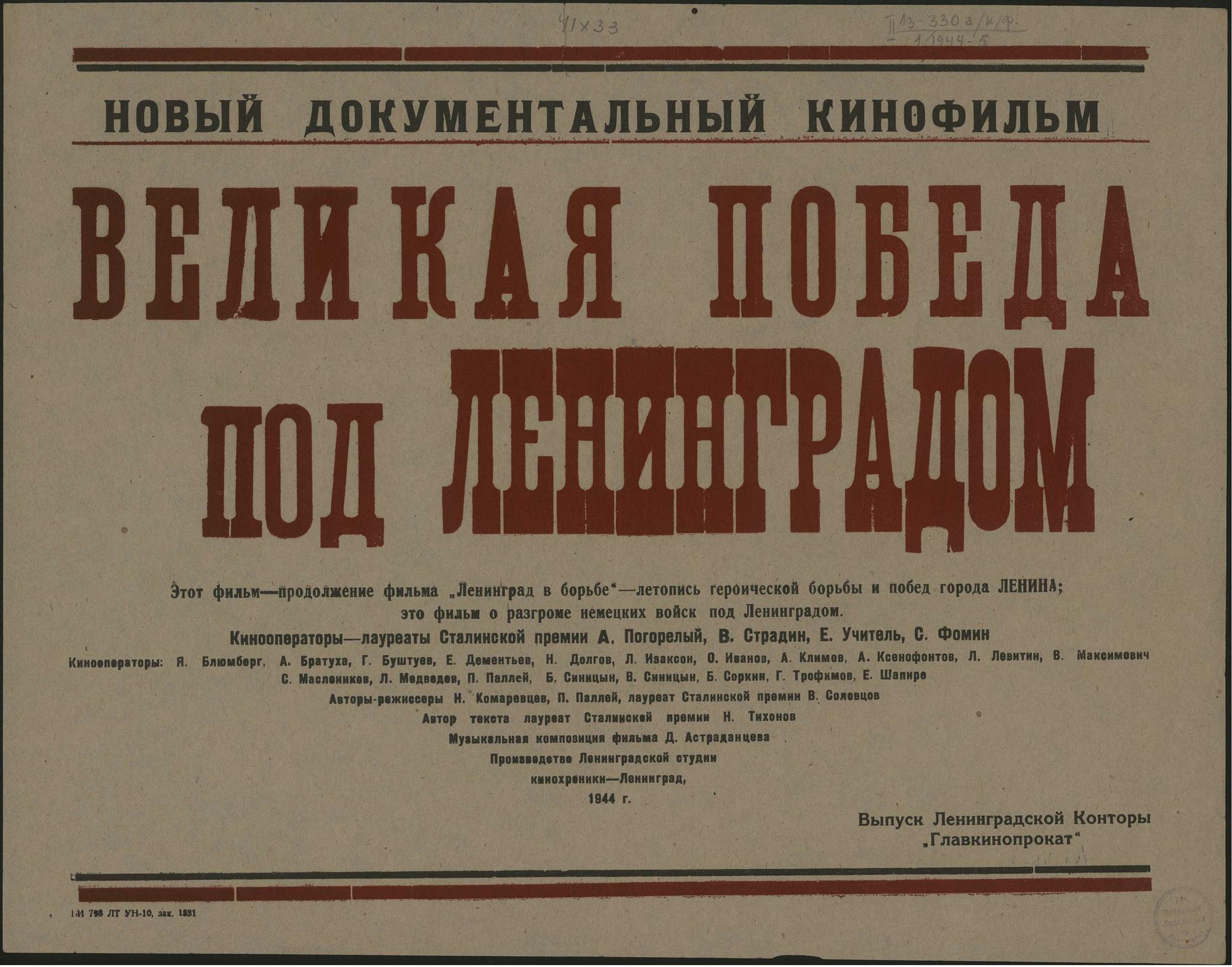
Афиша фильма, 1944

В конце марта 1944 года состоялось обсуждение готовой картины у Секретаря ЦК ВКП(б) А. А. Жданова, где был раскритикован порядок следования эпизодов, объём дикторского текста, пояснительные надписи. Группа получила рекомендации:

Нужна перестановка. Может быть текст, музыку и перекомпановку произвести.
 Мы не требуем, чтобы сделали досрочно, если нужно для работы ещё день, ночь, — это ваше дело. Мы все заинтересованы, чтобы поскорее, но не за счёт качества. Надо сочетать темпы и качество.
— А. А. Жданов, из стенограммы обсуждения фильма 30 марта 1944
Несмотря на скорую готовность, на экраны фильм в 1944 году выпущен не был.

## Создатели фильма
Операторы
- Анатолий Погорелый
- Ефим Учитель
- Владимир Страдин
- Сергей Фомин
- Александр Братуха
- Глеб Буштуев
- Борис Дементьев
- Николай Долгов
- Леонид Изаксон
- Олег Иванов
- Аркадий Климов
- Александр Ксенофонтов
- Вениамин Левитин
- Виктор Максимович
- Серафим Масленников
- Леонид Медведев
- Павел Паллей
- Борис Синицын
- Владислав Синицын
- Борис Соркин
- Владимир Страдин (нет в титрах)
- Глеб Трофимов
- Евгений Шапиро
- Виктор Короткин[комм. 2]
- Константин Станкевич[комм. 3][17]
- Александр Романенко[комм. 4]

- Авторы-режиссёры:

- Николай Комаревцев
- Павел Паллей
- Валерий Соловцов

- Ассистенты режиссёра:

- Лидия Киказ
- Т. Прокофьева

- Звукооператоры:

- Б. Картавенко
- В. Котов
- Е. Кашкевич

- Художник — К. Дик
- Музыка — Дмитрий Астраданцев

кадр из последней части фильма

- Военный консультант — генерал-лейтенант Александр Гвоздков
- Автор текста — Николай Тихонов (нет в титрах)
- Диктор — Рувим Выгодский
- Директор картины — Александр Шмидт

## Судьба фильма
Несмотря на кадры блокированного города со вставшим, занесённым снегом транспортом, запелёнутых в отсутствии гробов умерших на санях, сцен добычи воды из прорубей, в фильме делался акцент на героический аспект, на непрекращающиеся работы в заводских цехах, на призывы к новым трудовым победам: «С именем Сталина мы победили в войне, с именем Сталина мы добьёмся новых успехов, вперед, ленинградцы, за Родину нашу, за счастье советских людей!». И как образец сталинианы в кино, картина вскоре утратила свою актуальность. Её копия сохранилась в Российском государственном архиве кинофотодокументов в Красногорске, гдё была востребована активистами общественной организации «Помним всех поимённо».
Один из первых показов фильма по российскому телевидению состоялся в мае 2019 года. В январе 2020 года состоялся ещё один.
 В сцене встречи Ленинградского и Волховского фронтов внимательные зрители увидели неправду:

Там всё должно быть перепахано снарядами, снег должен быть чернющим. А на экране снег — идеально белый. И люди, которые участвовали в этой операции, бежали — они идеально чистые. Представьте себе, люди семь суток непрерывно ведут бои, спят у костров, небритые, немытые, может быть, даже отчасти голодные. А здесь перед нами ну как будто праздник какой-то.
— Евгений Ильин, доцент Института истории СПбГУ
В 2020 году оцифрованная копия фильма была передана в Государственный мемориальный музей обороны и блокады Ленинграда, кадры из него посетители смогут увидеть в экспозиции, а также на трансляциях, которые будет устраивать музей.

## Комментарии
1. ↑  В обзоре по годам советских картин и фронтовых киновыпусков, шедших в прокате в военное время, «Великая победа под Ленинградом» отсутствует[15][16].
2. ↑  На момент производства фильма Виктор Короткин имел тарификацию ассистента оператора, хотя и снимал наравне с другими операторами.
3. ↑  На момент производства фильма Константин Станкевич имел тарификацию ассистента оператора, хотя и снимал как оператор с 1940 года.
4. ↑  На момент производства фильма Александр Романенко имел тарификацию ассистента оператора, хотя и снимал наравне с другими операторами.